# Javerlhac-et-la-Chapelle-Saint-Robert
Javerlhac-et-la-Chapelle-Saint-Robert är en kommun i departementet Dordogne i regionen Nouvelle-Aquitaine i sydvästra Frankrike. Kommunen ligger i kantonen Nontron som tillhör arrondissementet Nontron. År 2022 hade Javerlhac-et-la-Chapelle-Saint-Robert 818 invånare.

## Befolkningsutveckling
Antalet invånare i kommunen Javerlhac-et-la-Chapelle-Saint-Robert
Referens:INSEE

## Galleri

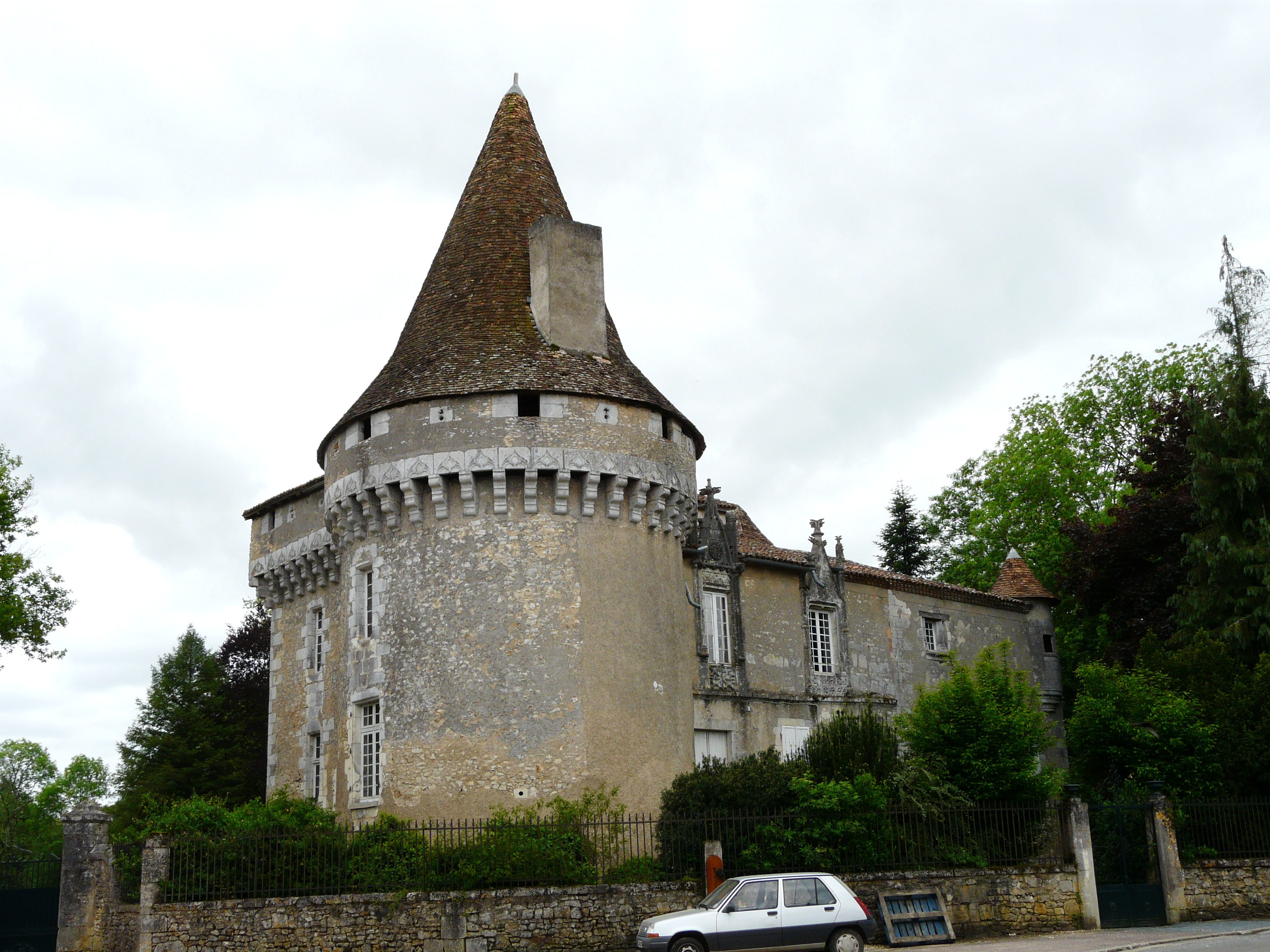
Slottet Javerlhac
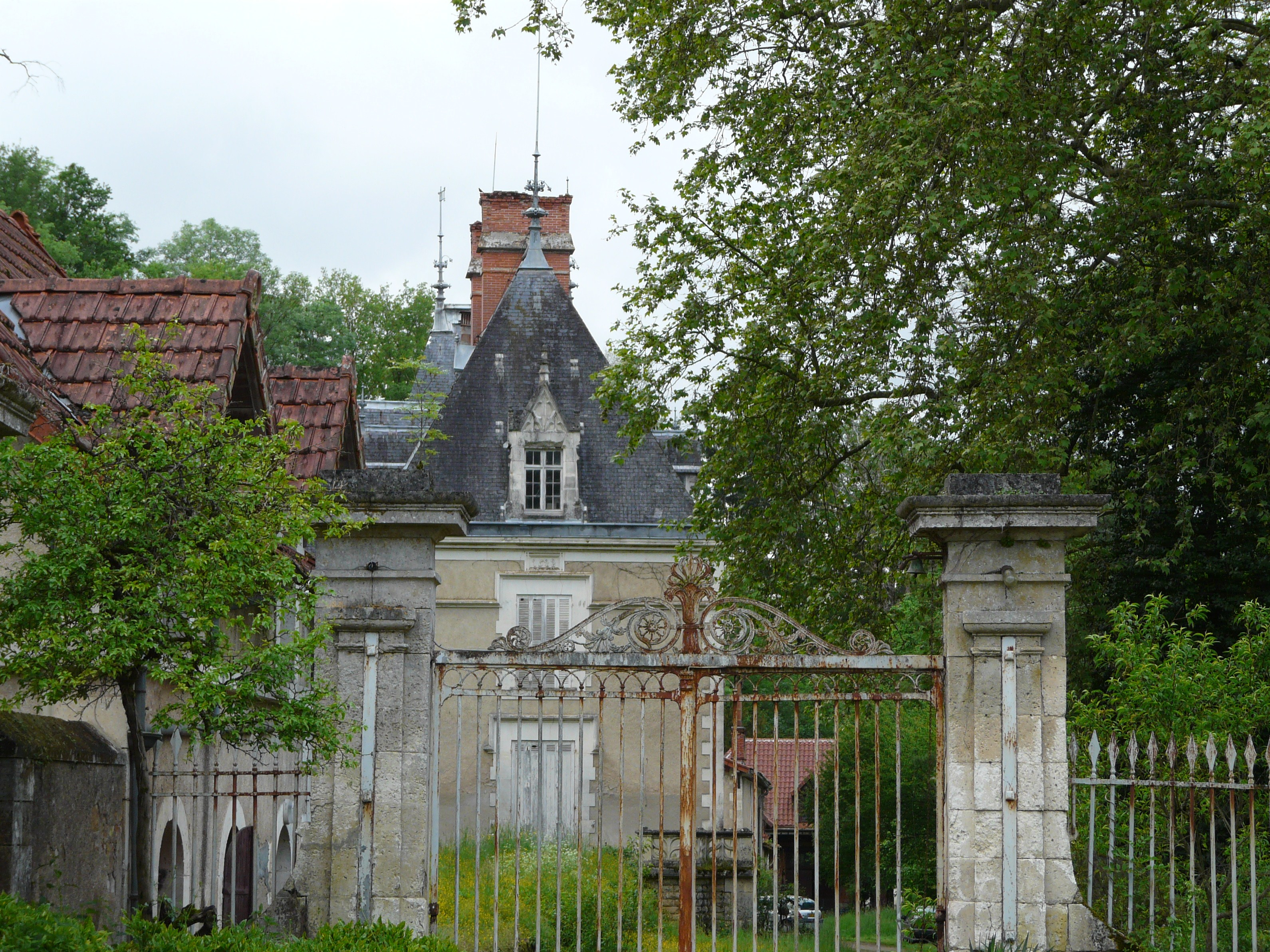
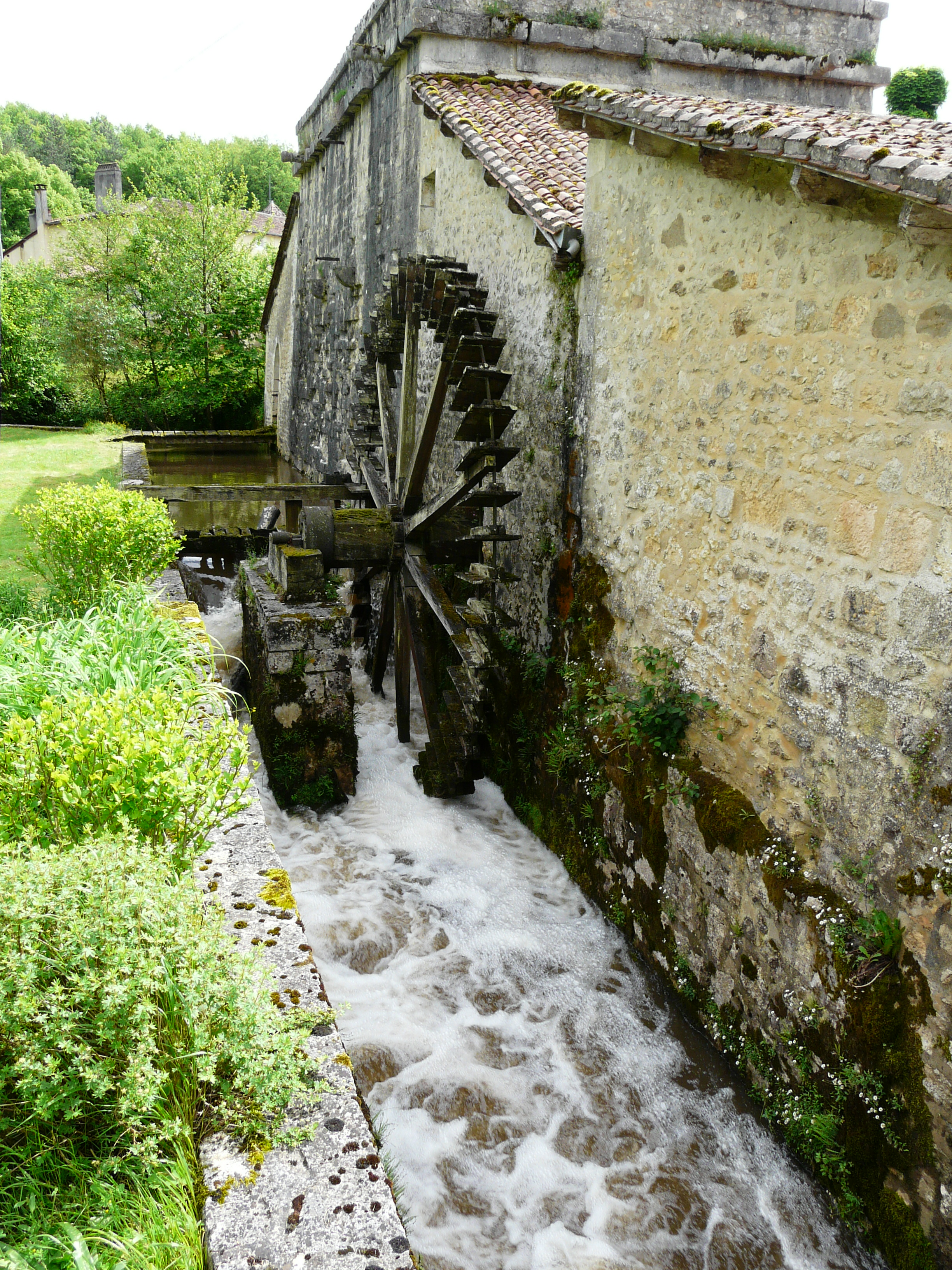
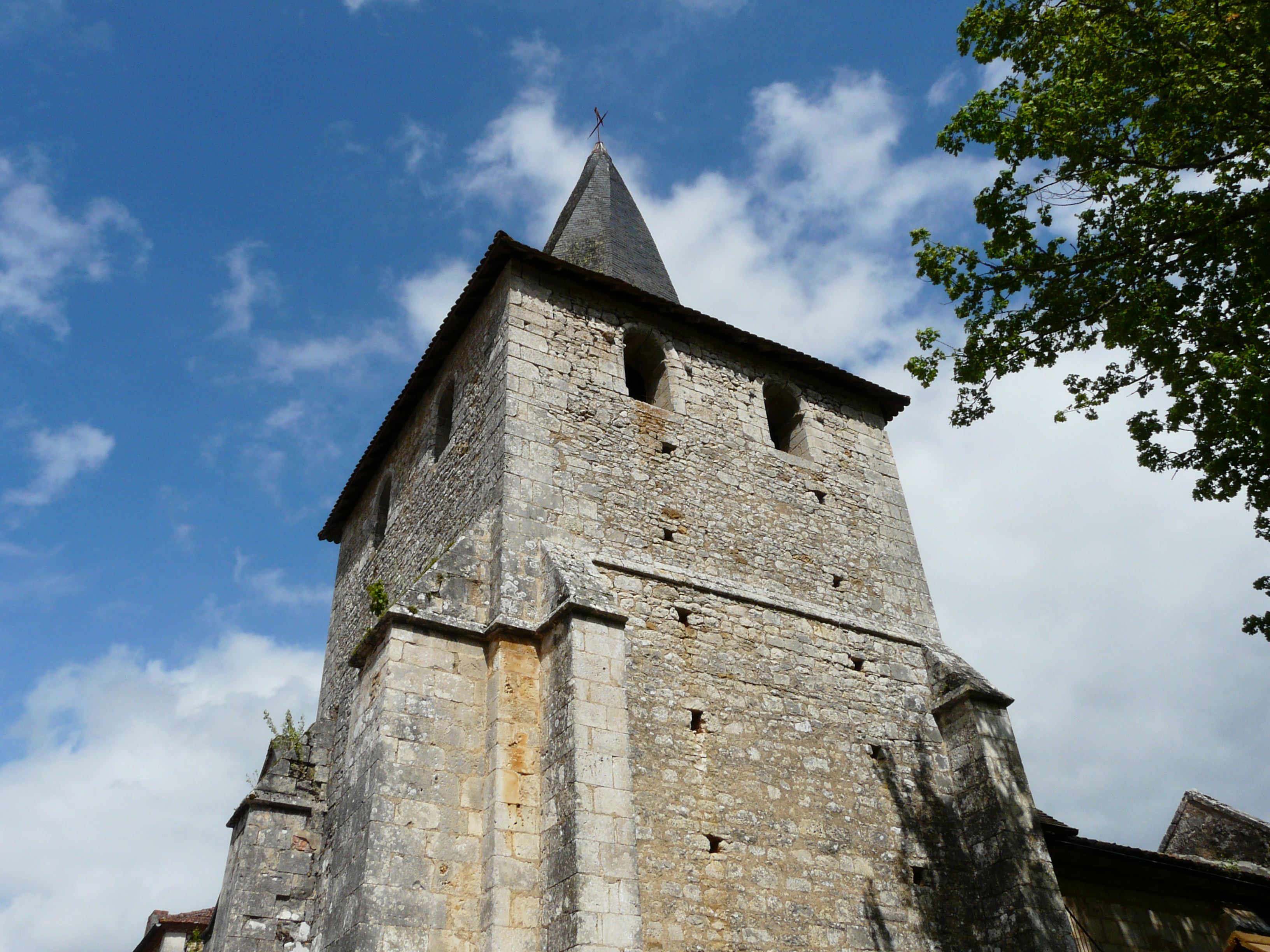
Kyrkan Saint-Étienne
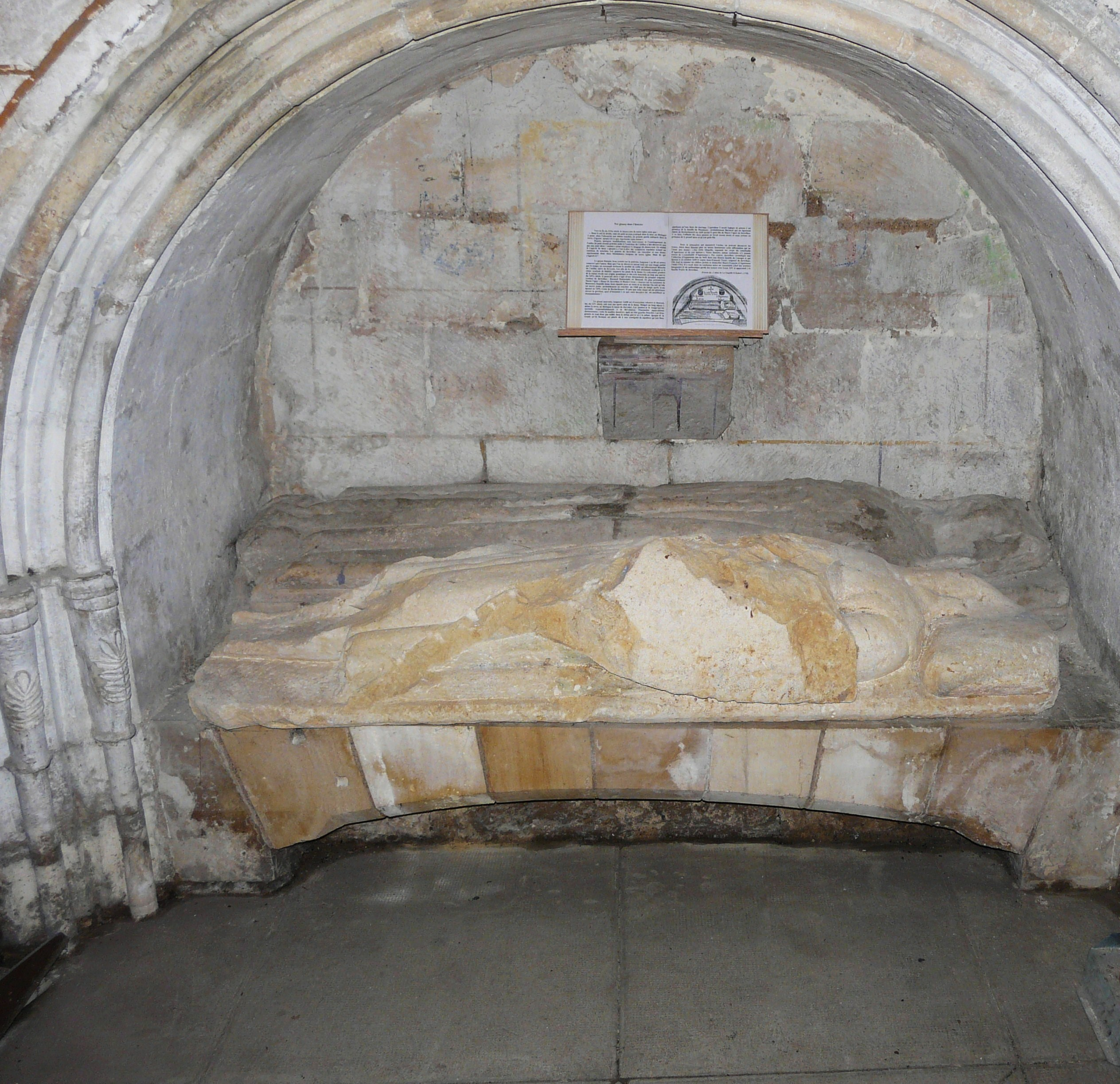
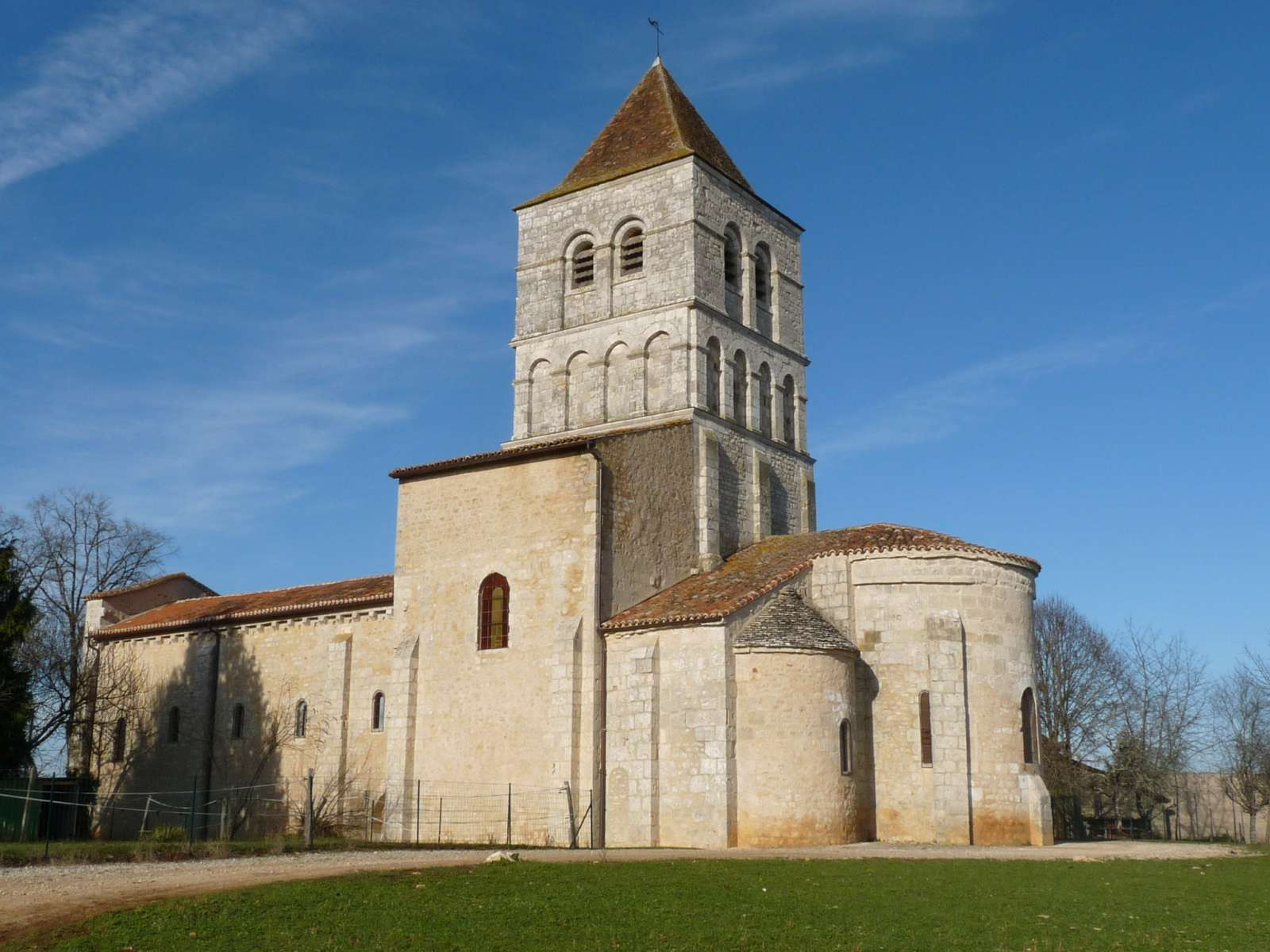
Kyrkan Saint-Robert
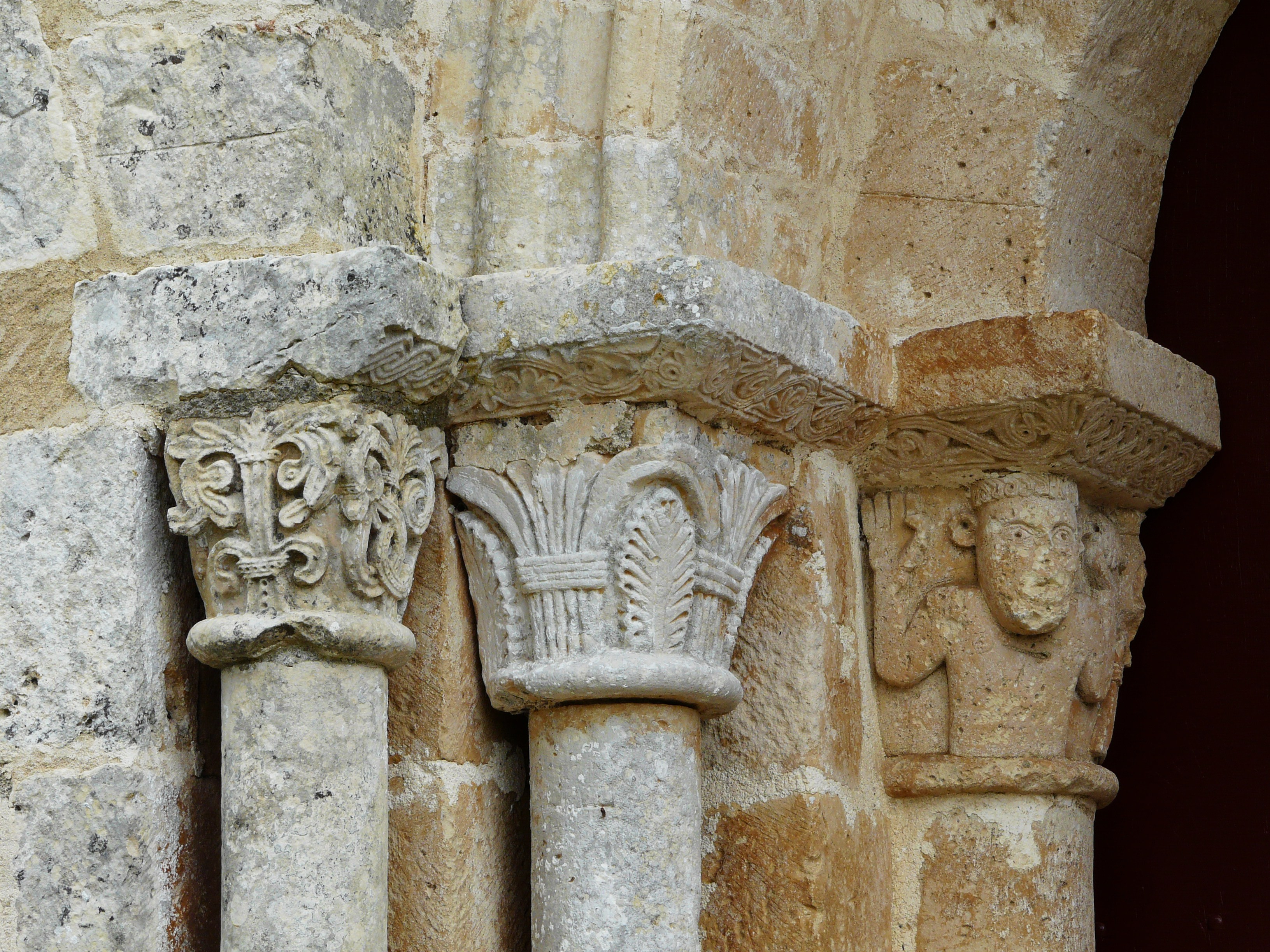
Kapellet Saint-Robert
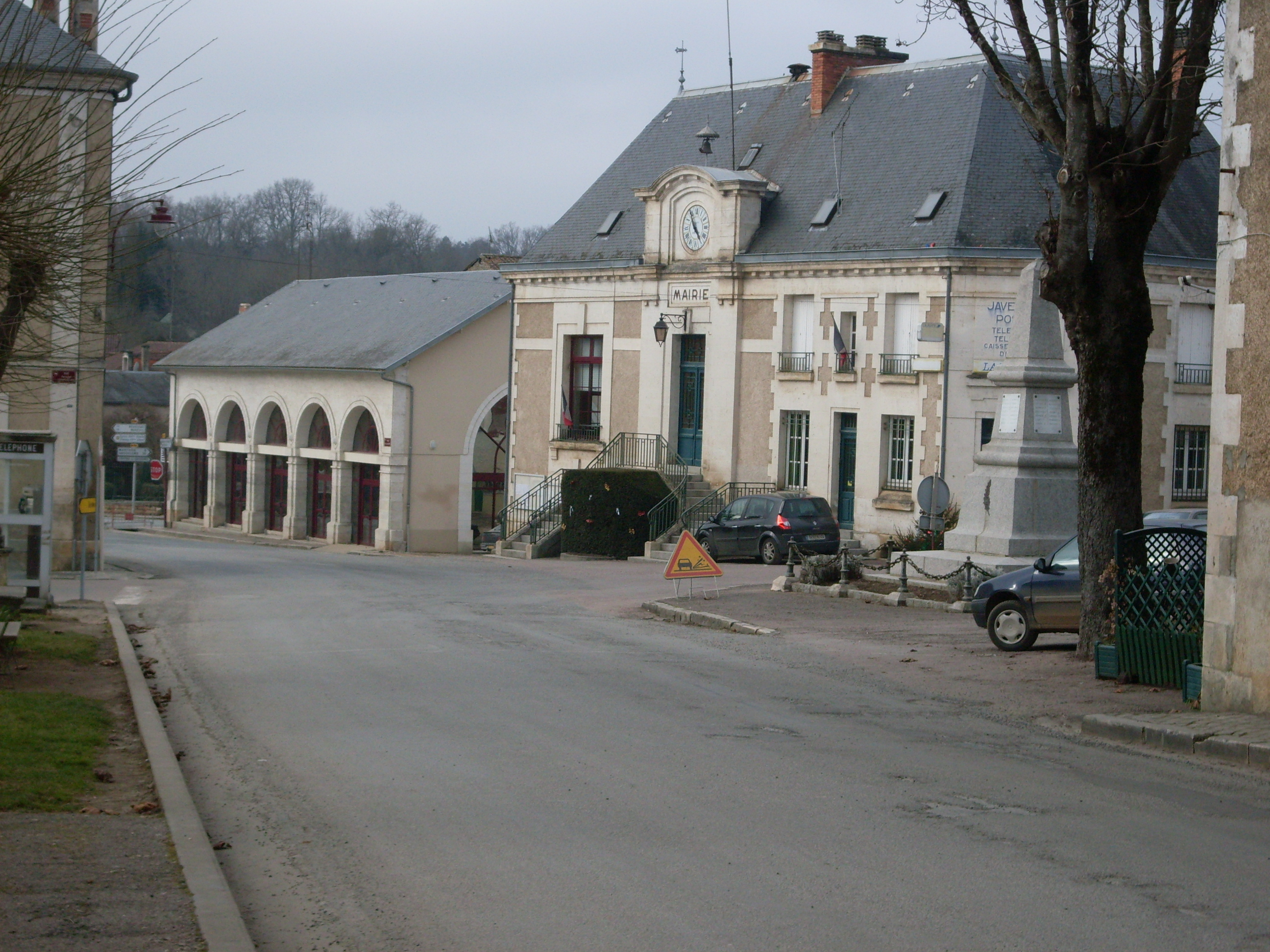